# Ovo estrelado

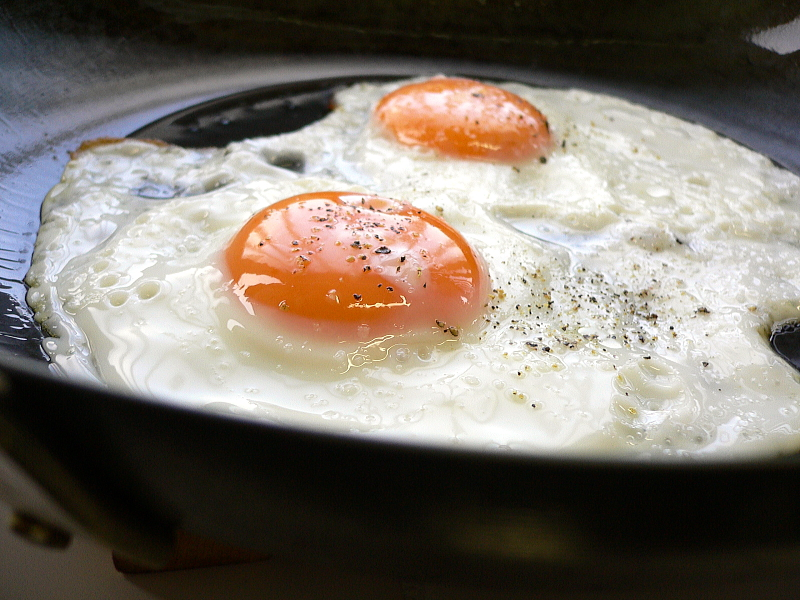
Ovos estrelados

Ovo estrelado, ovo frito ou ovo estalado é um prato de culinária feito a partir de ovos de galinha. Coloca-se numa frigideira um pouco de gordura (pode ser manteiga, margarina, azeite ou qualquer outro tipo de óleo de cozinha), até criar uma resistência tornando-o sólido . Estala-se a casca do ovo, de modo a que o interior dos ovos caia dentro da frigideira e deixa-se fritar sem furar a gema e com cuidado para a gema ficar mole de modo a que a gema permaneça líquida, ou deixar mais tempo no fogo para que a gema fique dura e mais consistente.